# GameRankings
GameRankings foi um website que se mantinha com a publicação de matérias sobre jogos eletrônicos e videogame de outros sites, combinando-as para apresentar uma nota média para cada jogo. Tal serviço feito também pode ser observado quanto aos sites Metacritic (também de propriedade da CNET) e GameStats. O site foi redirecionado para o Metacritic desde dezembro de 2019.

## Estado atual
Desde 26 de junho de 2008, a Game Rankings não aceita novos cadastro de usuários ou login dos mesmos, fornecendo a seguinte mensagem quando um desses links é acessado:

"Sentimos muito, nós desativamos temporariamente os logins para este site."(tradução livre)—  Game Rankings
~Desligado~

## Desligado
Como o GameRankings anunciou, o site foi desligado e redirecionado para o Metacritic em 9 de dezembro de 2019. A equipe do GameRankings se juntou ao Metacritic e se concentra em jogos clássicos.